# Ajos y Zafiros
Ajos y Zafiros, estilizado como Ajos & Zafiros o Ajos & Zaφiros, fue una revista especializada de literatura peruana e hispanoamericana publicada por el sello editorial del mismo nombre.

## Historia
La revista fue fundada en 1998 por alumnos de la Universidad Nacional Mayor de San Marcos. Su primer director fue Marcel Velázquez Castro, acompañado por Víctor Coral, Richard Henríquez Robles, Agustín Prado Alvarado, Frida Poma Escudero y Maia Rojas Brückmann.
En el año 2000, la revista será dirigida por Velázquez Castro, José Cabrera y Prado Alvarado. Del año 2002 al 2007 se incluye en la dirección de la revista Alberto Valdivia Baselli. En sus últimos años la revista fue editada por la Asociación Ajos y Zafiros, presidida por Marcel Velázquez Castro y Alberto Valdivia Baselli, y dirigida por José Cabrera, Agustín Prado Alvarado y Frida Poma Escudero.
En esta revista de literatura han participado como subdirectores, editores o miembros del comité de apoyo escritores y estudiantes de literatura de la Pontificia Universidad Católica del Perú y de la UNMSM como Elio Vélez Marquina, Milagros Munive Córdova, Patricia Colchado, Moisés Sánchez Franco, Johnny Zevallos, Víctor Quiroz, Lis Arévalo Hidalgo, Fernando Iriarte, Penélope Vilallonga, Christian Bernal Méndez, Américo Mendoza Mori, Claudia Berríos, Brenda Acevedo y Nehemías Vega.
La revista se especializó en la creación y crítica, traducción y arqueología literaria, y es de periodicidad anual.
En diciembre de 2007 se publicó por última vez, con un número doble 8/9 cuyo dosier monográfico principal fue "Ocho ensayos de interpretación de la violencia interna en el Perú".